# Jørgen Randers
Jørgen Randers (né le 22 mai 1945 à Worcester, Royaume-Uni) est un universitaire norvégien, professeur de stratégie climatique à la BI Norwegian Business School et futurologue, et ancien directeur général adjoint du WWF.

## Vie et carrière
Jørgen Randers est le fils du physicien Gunnar Randers (1914-1992), figure principale de la recherche nucléaire en Norvège et secrétaire général adjoint à la recherche de l'OTAN, ainsi que membre fondateur du Conseil culturel mondial (CCM). Jørgen Randers est également le neveu de l'alpiniste et résistant norvégien de la Seconde Guerre mondiale Arne Randers Heen (1905-1991).
Jørgen Randers a reçu un diplôme de premier cycle à l'Université d'Oslo en 1968, et un doctorat au MIT Sloan School of Management en 1973.
De 1981 à 1989, il a été président de la BI Norwegian Business School, et de 1994 à 1999 directeur général adjoint du World Wildlife Fund International en Suisse. Il est également membre du conseil d'administration de Tomra en Norvège, British Telecom en Angleterre, et Dow Chemical aux États-Unis.
En 2005 et 2006, il a dirigé la « Commission norvégienne en matière de faibles émissions », auprès du ministère norvégien de l'Environnement, qui a présenté un rapport démontrant comment la Norvège pourrait réduire ses émissions de gaz à effet de serre des deux tiers d'ici à 2050.
Ses intérêts de recherche portent sur les enjeux climatiques, la planification, la dynamique des systèmes, le développement durable, le changement climatique et l'atténuation du réchauffement climatique.

## Publications
- 1972. The Limits to Growth, traduit en Halte à la Croissance ? avec Donella H. Meadows et Dennis L. Meadows.
- 1980. Elements of the System Dynamics Methods. Édité par Jørgen Randers. MIT Press, Cambridge (Massachusetts),  (ISBN 0-262180928).
- 1992. Beyond  the Limits avec Donella H. Meadows et Dennis L. Meadows.
- 2004 : Limits to Growth. The 30-Year Update, traduit en Les limites à la croissance avec Donella H. Meadows et Dennis L. Meadows.
- 2012. 2052: A Global Forecast for the Next Forty Years (en) Chelsea Green Publications, White River Junction, Vermont,  (ISBN 978-1-603584678).